# Lista de divisões censitárias de Manitoba
A Statistics Canada divide a província de Manitoba em 23 divisões do censo. As divisões do censo não são uma unidade do governo local em Manitoba.

## Lista de divisões
| Localização | Divisões       | Principal cidade   | Região             |
| ----------- | -------------- | ------------------ | ------------------ |
|             | Divisão N.º 1  | —                  | Eastman            |
|             | Divisão N.º 2  | Steinbach          | Eastman            |
|             | Divisão N.º 3  | Winkler            | Vale Pembina       |
|             | Divisão N.º 4  | Pilot Mound        | Vale Pembina       |
|             | Divisão N.º 5  | —                  | Westman            |
|             | Divisão N.º 6  | Virden             | Westman            |
|             | Divisão N.º 7  | Brandon            | Westman            |
|             | Divisão N.º 8  | —                  | Planícies Centrais |
|             | Divisão N.º 9  | Portage la Prairie | Planícies Centrais |
|             | Divisão N.º 10 | —                  | Planícies Centrais |
|             | Divisão N.º 11 | Winnipeg           | Capital Winnipeg   |
|             | Divisão N.º 12 | Beausejour         | Eastman            |
|             | Divisão N.º 13 | Selkirk            | Interlake          |
|             | Divisão N.º 14 | —                  | Interlake          |
|             | Divisão N.º 15 | —                  | Westman            |
|             | Divisão N.º 16 | —                  | Parkland           |
|             | Divisão N.º 17 | Dauphin            | Parkland           |
|             | Divisão N.º 18 | —                  | Interlake          |
|             | Divisão N.º 19 | —                  | Norte              |
|             | Divisão N.º 20 | Swan River         | Parkland           |
|             | Divisão N.º 21 | Flin Flon          | Norte              |
|             | Divisão N.º 22 | Thompson           | Norte              |
|             | Divisão N.º 23 | Churchill          | Norte              |